# Agalmyla brevifolia
Agalmyla brevifolia är en tvåhjärtbladig växtart som beskrevs av Spencer Le Marchant Moore. Agalmyla brevifolia ingår i släktet Agalmyla och familjen Gesneriaceae. Inga underarter finns listade i Catalogue of Life.